# Renfrew-Sud (circonscription ontarienne)
Pour les articles homonymes, voir Renfrew.
Pour la circonscription fédérale, voir Renfrew-Sud.
Circonscription électorale provinciale du Canada
Renfrew-Sud ((en) Renfrew South) est une ancienne circonscription provinciale de l'Ontario représentée à l'Assemblée législative de l'Ontario de 1867 à 1987.

## Historique
| Législature                                                   | Années    | Député                   | Député                | Parti                      |
| ------------------------------------------------------------- | --------- | ------------------------ | --------------------- | -------------------------- |
| Renfrew-Sud                                                   |           |                          |                       |                            |
| 1re                                                           | 1867-1871 |                          | John Lorn McDougall   | Libéral                    |
| 2e                                                            | 1871-1875 |                          | Eric Harrington       | Conservateur               |
| 3e                                                            | 1875-1879 |                          | James Bonfield        | Libéral                    |
| 4e                                                            | 1879-1883 |                          | James Bonfield        | Libéral                    |
| 5e                                                            | 1883-1886 | John Francis Dowling     |                       | Libéral                    |
| 6e                                                            | 1886-1890 | John Alfred McAndrew     |                       | Libéral                    |
| 7e                                                            | 1890-1894 | John Francis Dowling (2) |                       | Libéral                    |
| 8e                                                            | 1894-1898 | Robert Adam Campbell     |                       | Libéral                    |
| 9e                                                            | 1898-1899 | Robert Adam Campbell     |                       | Libéral                    |
| 9e                                                            | 1899-1902 | Francis Robert Latchford |                       | Libéral                    |
| 10e                                                           | 1902-1905 | Francis Robert Latchford |                       | Libéral                    |
| 11e                                                           | 1905-1908 |                          | Thomas McGarry        | Conservateur               |
| 12e                                                           | 1908-1911 |                          | Thomas McGarry        | Conservateur               |
| 13e                                                           | 1911-1914 |                          | Thomas McGarry        | Conservateur               |
| 14e                                                           | 1914-1919 |                          | Thomas McGarry        | Conservateur               |
| 15e                                                           | 1919-1923 |                          | John Carty            | United Farmers             |
| 16e                                                           | 1923-1926 |                          | John Carty            | United Farmers             |
| 17e                                                           | 1926-1929 |                          | Thomas Moore Costello | Conservateur               |
| 18e                                                           | 1929-1934 |                          | Thomas Patrick Murray | Libéral                    |
| 19e                                                           | 1934-1937 |                          | Thomas Patrick Murray | Libéral                    |
| 20e                                                           | 1937-1943 |                          | Thomas Patrick Murray | Libéral                    |
| 21e                                                           | 1943-1945 |                          | Thomas Patrick Murray | Libéral                    |
| 22e                                                           | 1945-1948 |                          | James Shannon Dempsey | Progressiste-conservateur  |
| 23e                                                           | 1948-1951 |                          | James Shannon Dempsey | Progressiste-conservateur  |
| 24e                                                           | 1951-1955 |                          | James Shannon Dempsey | Progressiste-conservateur  |
| 25e                                                           | 1955-1956 |                          | James Shannon Dempsey | Progressiste-conservateur  |
| 25e                                                           | 1956-1959 | James Maloney            |                       | Progressiste-conservateur  |
| 26e                                                           | 1959-1962 | James Maloney            |                       | Progressiste-conservateur  |
| 26e                                                           | 1962-1963 |                          | Leonard Quilty        | Libéral                    |
| 27e                                                           | 1963-1967 |                          | Paul Yakabuski        | Progressiste-conservateur] |
| 28e                                                           | 1967-1971 |                          | Paul Yakabuski        | Progressiste-conservateur] |
| 29e                                                           | 1971-1975 |                          | Paul Yakabuski        | Progressiste-conservateur] |
| 30e                                                           | 1975-1977 |                          | Paul Yakabuski        | Progressiste-conservateur] |
| 31e                                                           | 1977-1981 |                          | Paul Yakabuski        | Progressiste-conservateur] |
| 32e                                                           | 1981-1985 |                          | Paul Yakabuski        | Progressiste-conservateur] |
| 33e                                                           | 1985-1987 |                          | Paul Yakabuski        | Progressiste-conservateur] |
| Circonscription dissoute parmi Renfrew-Nord et Lanark-Renfrew |           |                          |                       |                            |